# Liorac-sur-Louyre
Liorac-sur-Louyre ist eine französische Gemeinde mit 260 Einwohnern (Stand 1. Januar 2022) im Département Dordogne in der Region Nouvelle-Aquitaine (vor 2016: Aquitanien). Die Gemeinde gehört zum Arrondissement Bergerac und zum Kanton Lalinde.
Der Name lautet in der okzitanischen Sprache Lieurac de Loira, der auf den Namen eines Landguts in gallorömischer Zeit zurückgeht, das einem „Liber“ gehörte.
Die Einwohner werden Lioracois und Lioracoises genannt.

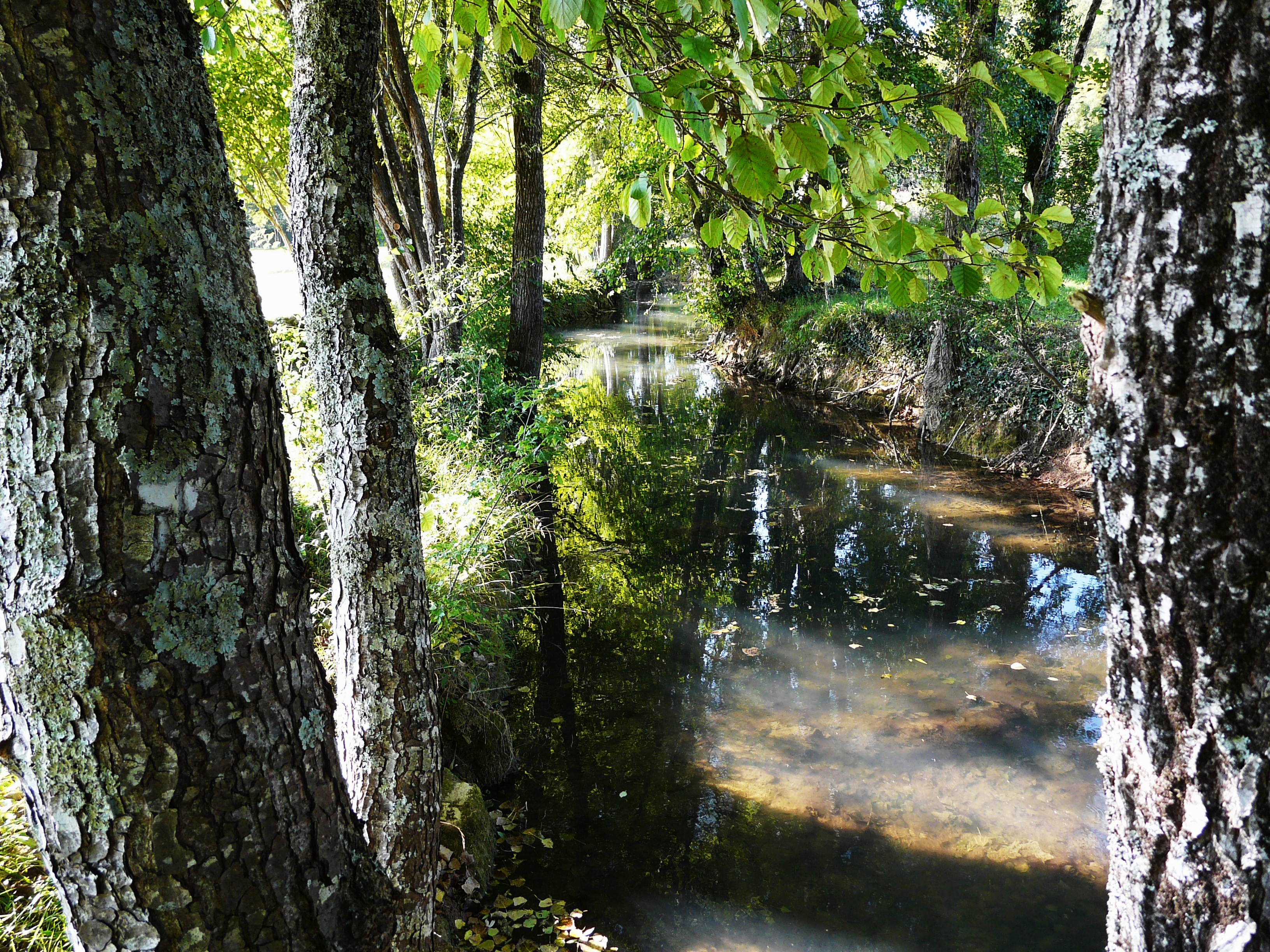
Die Louyre bei Liorac-sur-Louyre

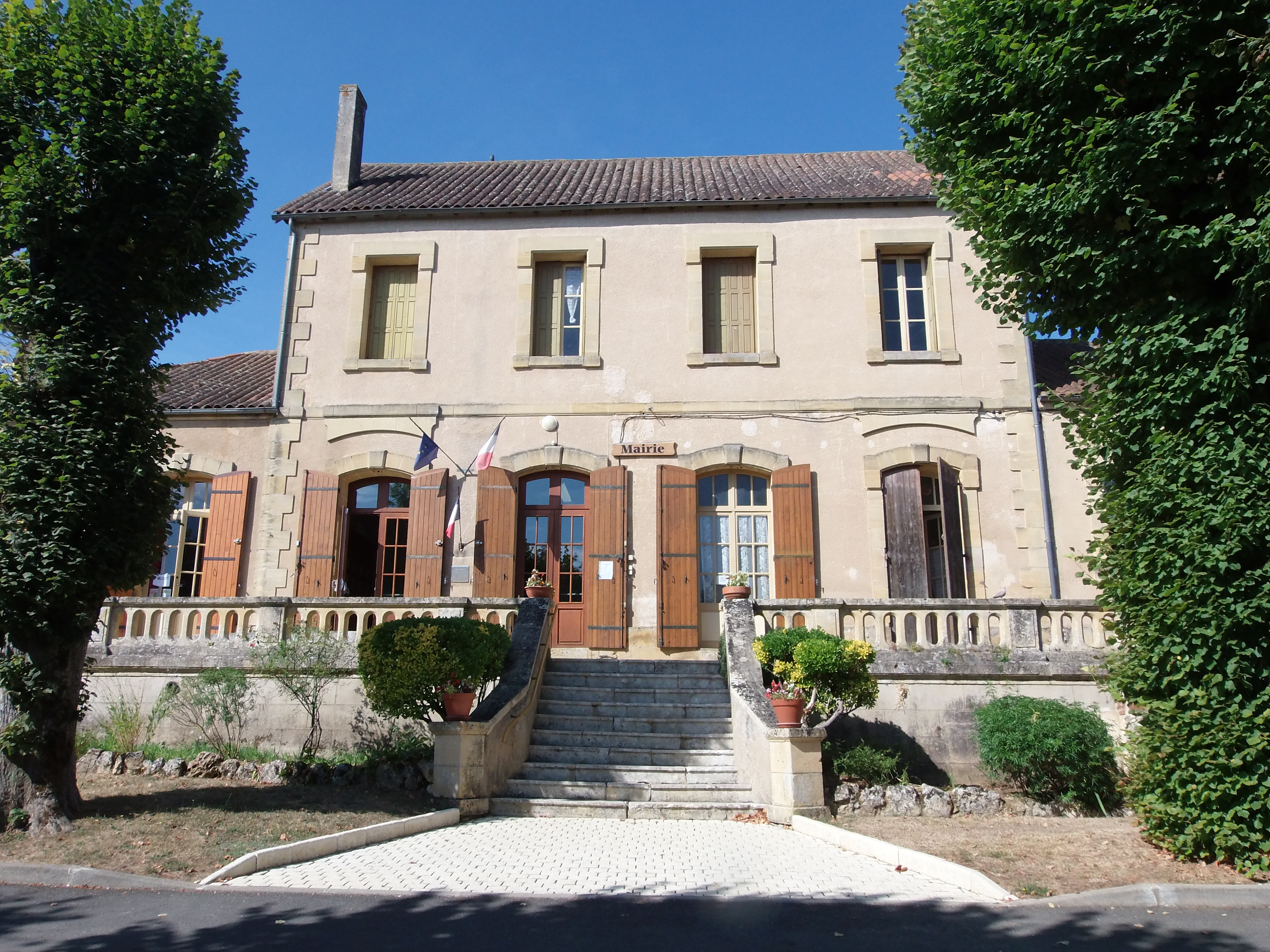
Rathaus

## Geographie
Liorac-sur-Louyre liegt ca. 15 km nordöstlich von Bergerac im Einzugsbereich (Aire urbaine) im Gebiet Bergeracois der historischen Provinz Périgord am südlichen Rand des Départements.
Umgeben wird Liorac-sur-Louyre von den Nachbargemeinden:
|                     | Saint-Georges-de-Montclard                  | Saint-Félix-de-Villadeix |
| Lamonzie-Montastruc | Kompassrose, die auf Nachbargemeinden zeigt | Saint-Marcel-du-Périgord |
| Saint-Sauveur       | Mouleydier                                  | Cause-de-Clérans         |

Liorac-sur-Louyre liegt im Einzugsgebiet des Flusses Dordogne.
Der Caudeau, ein rechter Nebenfluss der Dordogne, durchquert das Gebiet der Gemeinde ebenso wie sein Nebenfluss, die Louyre, mit ihren Zuflüssen, dem Ruisseau de Barbeyrol und der Sérouze.

## Geschichte
Der Landstrich ist seit der Jungsteinzeit besiedelt, wie ein Dolmen namens Roc Leva belegt, der allerdings gegen 1835 zerstört wurde und dessen Material anschließend für Pflastersteine verwendet wurde. Spuren der Römerstraße vom heutigen Lyon nach Bordeaux sind in Liorac heute noch sichtbar. In seiner Nähe sind Fragmente von Dachziegeln und Amphoren gefunden worden. Im Mittelalter ließen sich die Malteser in Liorac nieder und das Dorf unterstand einer ihrer Komtureien. Spuren ihrer Präsenz sind der Glockenturm über der Vorhalle und der Chor der Kirche. Ein Tatzenkreuz, das an einer Ecke des Dorfs zu erkennen ist, ist ein weiterer Beleg. Aufgrund von vorhandenen Sandgruben war bis in das 20. Jahrhundert hinein die Gewinnung von Sandstein ein bedeutender Wirtschaftsfaktor der Gemeinde. Die Steinblöcke wurden über Flüsse bis nach Bordeaux verschifft.
Im Jahre 1967 wurde der bisherige Name der Gemeinde, Liorac, zu Liorac-sur-Louyre erweitert.

### Toponymie
Toponyme und Erwähnungen von Liorac-sur-Louyre waren:
- Leurat (13. Jahrhundert, Kirchenregister),
- Leoratum (1326, Archiv von Sainte-Alvère),
- Leuracum (1382, Niederschrift von Pierre des Mortiers),
- Liouratum (1454, Livre nofragé 37),
- Liora (1723, Notarielle Akte),
- Liorac (1750 und 1793, Karte von Cassini bzw. Notice Communale),
- Livrac (1801 Bulletin des Lois),
- Liorac (1873, Dictionnaire topographique du département de la Dordogne).[7][8][9]

### Einwohnerentwicklung
Nach Beginn der Aufzeichnungen stieg die Einwohnerzahl bis zur Mitte des 19. Jahrhunderts auf einen Höchststand von 715. In der Folgezeit sank die Größe der Gemeinde bei kurzen Erholungsphasen bis zu den 1980er Jahren auf rund 210 Einwohner, bevor eine Phase der Stabilisierung einsetzte, die heute noch anhält.
| Jahr      | 1962 | 1968 | 1975 | 1982 | 1990 | 1999 | 2006 | 2010 | 2022 |
| --------- | ---- | ---- | ---- | ---- | ---- | ---- | ---- | ---- | ---- |
| Einwohner | 273  | 231  | 217  | 212  | 270  | 247  | 225  | 224  | 260  |

## Sehenswürdigkeiten

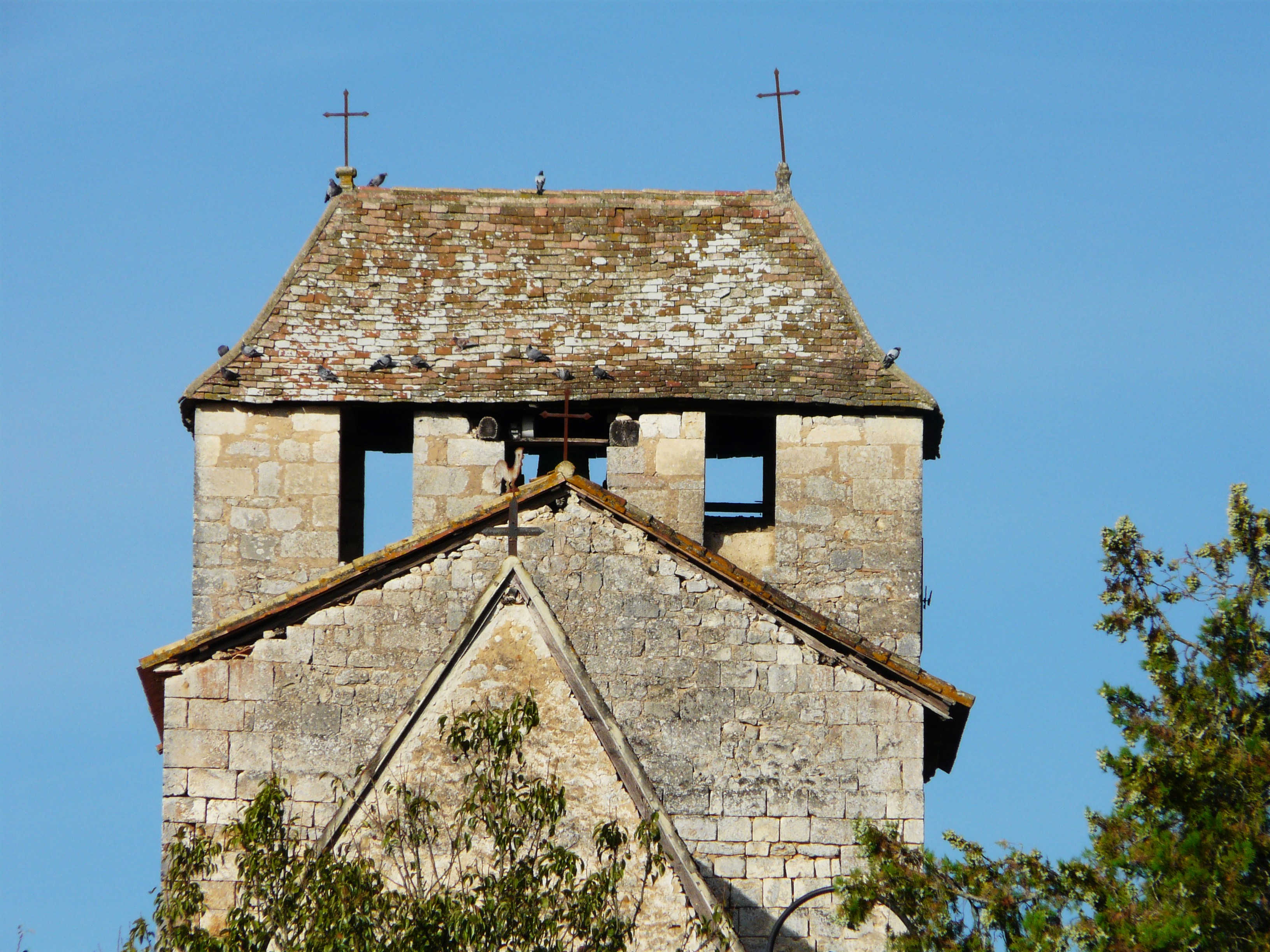
Glockenturm der Pfarrkirche Saint-Martin

### PfarrkircheSaint-Martin
Die Martin von Tours geweihte Kirche wurde bereits im 12. Jahrhundert errichtet. Der Glockenturm wurde zu Verteidigungszwecken befestigt, wie der Wehrerker an der Südseite verdeutlicht. Das Eingangsportal zeigt eine viereckige Türöffnung, die später als der Bogen darüber entstanden ist. Die Keilsteine des Bogens sind jeweils mit einem Fries verziert. Der Zugang zur Vorhalle erfolgt über einen kleinen Eingang unterhalb des Glockenturms oder aber über einem querliegenden Gebäudeteil mit Tonnengewölbe, der durch eine dicke Mauer vom Chor getrennt ist. Über allem befindet sich ein großer Saal, der über eine Empore mit der Kirche verbunden ist. Das Kirchenschiff ist zu einem sehr viel späteren Zeitpunkt entstanden. Der befestigte Glockenturm und die Elemente aus dem 12. Jahrhundert sind seit dem 12. Februar 1971 als Monument historique klassifiziert, der restliche Teil der Kirche zum selben Datum als Monument historique eingeschrieben.

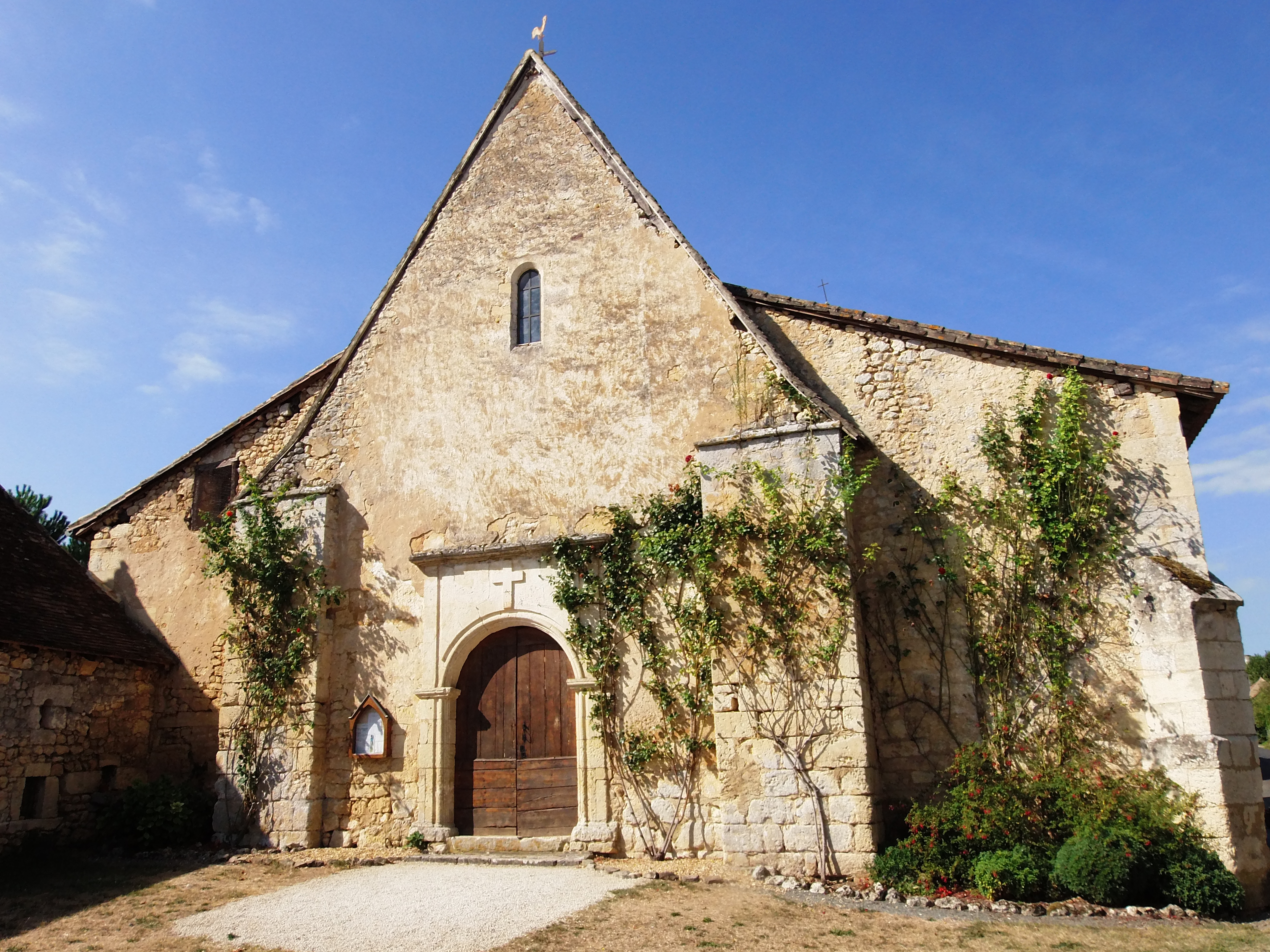
Östliche Fassade
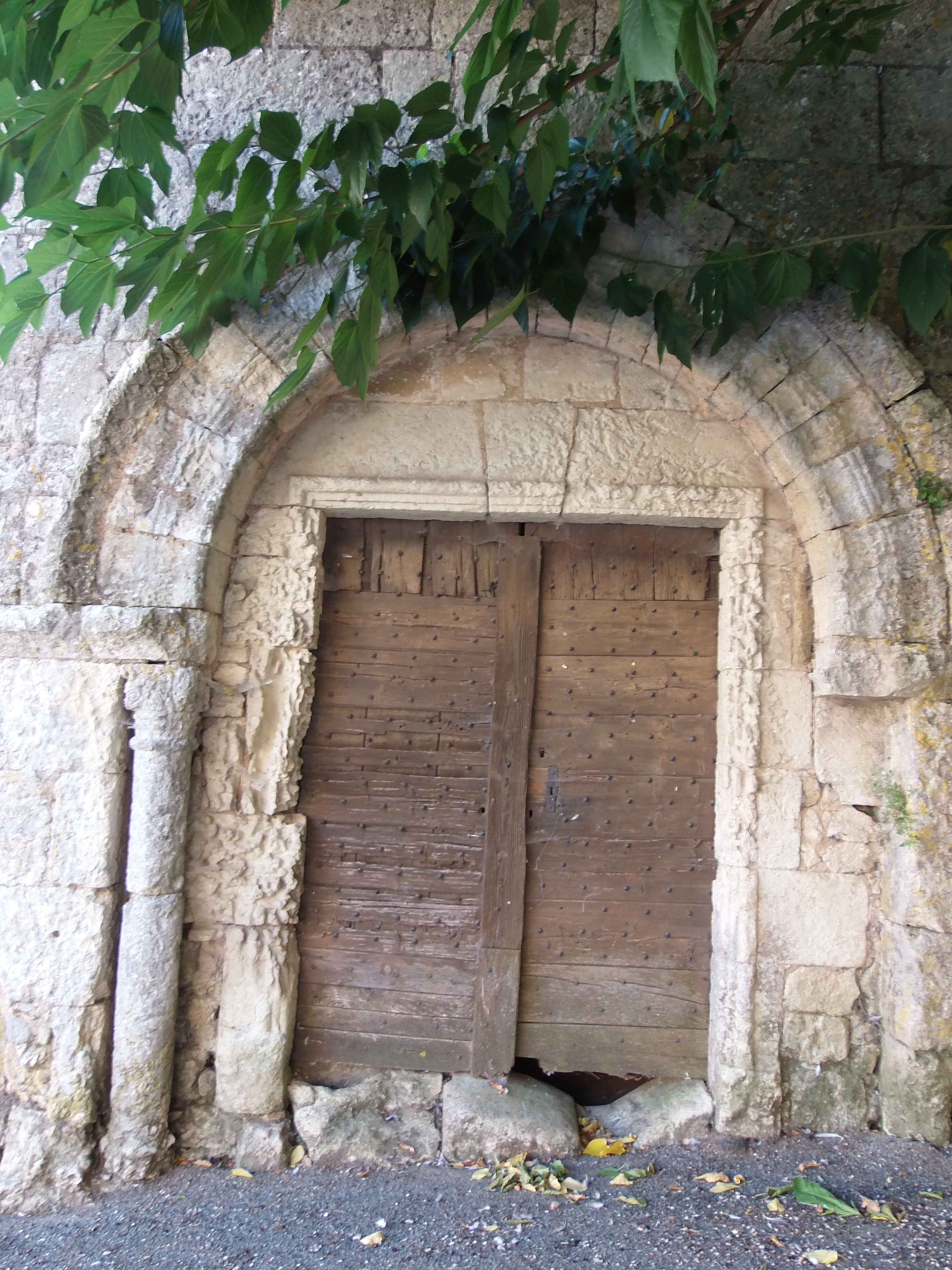
Eingang am Fuß des Glockenturms

### Schloss Genthial

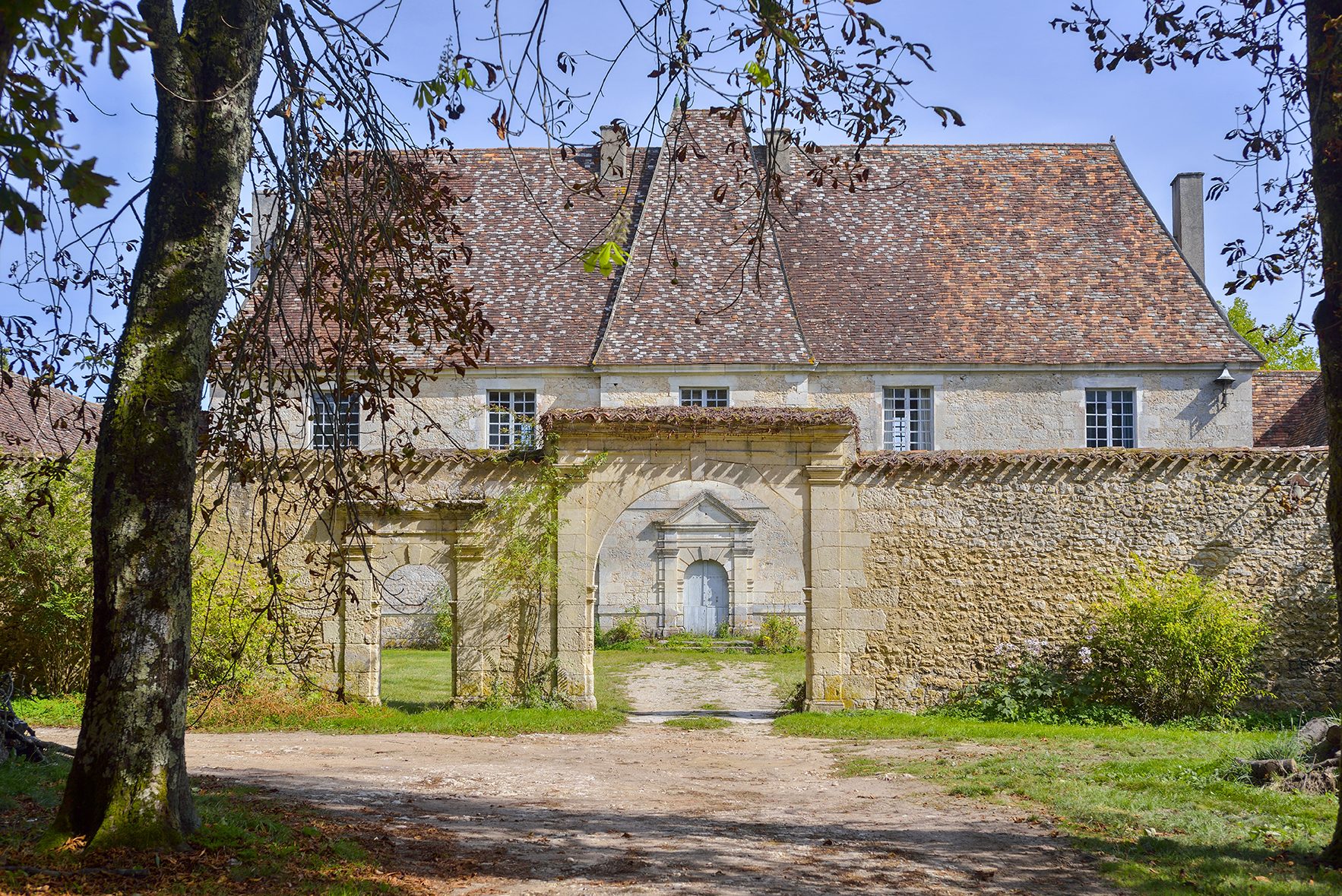
Schloss Genthial

Das Schloss wurde im 17. Jahrhundert südöstlich des Zentrums von Liorac erbaut. Der Wohntrakt mit hohen Dächern befindet sich in einem abgeschlossenen Hof mit einem kleinen und einem größeren Zugang. An einer Stelle der Hofmauer ist die Jahreszahl „1698“ eingraviert. Der mittlere Gebäudeteil ist als Risalit gestaltet. An der Ecke der östlichen Fassade sind zwei viereckige Türme als Auskragung angebaut und an der Spitze mit Laternen versehen. Auf dem Hof befindet sich ein gedeckter Brunnen aus Stein aus dem 17. Jahrhundert. Das Schloss ist seit dem 12. Oktober 1948 als Monument historique eingeschrieben.

### Schloss Basserie
Es befindet sich im äußersten Norden des Gemeindegebiets. Trotz der kleinen Türme handelt es sich um einen Bau, der aus dem 19. Jahrhundert stammt. Das Lehen wurde bereits 1370 in der Form La Bassaria in den Aufzeichnungen erwähnt. Das Schloss ist im Privatbesitz und der Öffentlichkeit nicht zugänglich.

### Schloss Carrieux
Das Anwesen ist der ehemalige Wohnsitz der Familie Durieu de Séverac, anschließend der Familie Larue. Es wurde im 17. Jahrhundert östlich und unweit des Zentrums von Liorac errichtet. Das Schloss besteht aus einem Wohntrakt zwischen Pavillons mit kleinen Türmen. Das Schloss ist im Privatbesitz und der Öffentlichkeit nicht zugänglich.

### Schloss Garraube
Es scheint im 17. Jahrhundert errichtet worden zu sein mit seinen steil abfallenden Dachflächen und l-förmig angeordneten Nebengebäuden. Das Anwesen zeigt gepflegte Wasserflächen, Fischteichen, Blumenwiesen und schmiedeeiserne Treppengeländer. Es handelt sich um das ehemalige Lehen der Familien Valeton (auch Valton genannt), Boissières und Saint-Martin de Veyran. Heute befindet sich das Schloss im Besitz eines privaten Verbands. Fassaden und Dächer des Schlosses und seiner Nebengebäude inklusive der Außentreppe, die Gärten und Fassade und Dächer des Bauernhofs Roumégoux sind seit dem 12. August 1992 als Monument historique eingeschrieben.

### Schloss Ricardie
Es war das ehemalige Lehen der Familie Gérard, später der Familie Gérardin, das bereits 1470 in den Schriften erwähnt wurde. Es handelt sich um einen kleinen Wohnsitz mit einem polygonalen Türmchen und Dachgauben aus dem 16. Jahrhundert. Das Schloss befindet sich westlich des Zentrums von Liorac. Es ist im Privatbesitz und der Öffentlichkeit nicht zugänglich.

### Herrensitz La Roque
Das Anwesen in Form einer Chartreuse wurde im 19. Jahrhundert an der Stelle eines Adelssitzes erbaut. Das Lehen La Roque war Teil von zahlreichen Ländereien der Adelsfamilie Beaudet, die sie seit dem 15. Jahrhundert rund um Lalinde besaßen. Im 20. Jahrhundert war die Familie Meynardie Besitzerin des Herrensitzes. Der Hauptwohntrakt und der rechtwinklig abstehende Seitenflügel sind mit Schiefer gedeckt. Ein älteres Gebäude verlängert den Seitenflügel und ist mit Flachziegeln gedeckt. Eine zweiläufige Treppe verschönert den Eingang der Chartreuse, die sich im Privatbesitz befindet und der Öffentlichkeit nicht zugänglich ist.

### Herrensitz Bigayres
Das Anwesen wurde im 16. Jahrhundert östlich und unweit des Zentrums der Gemeinde erbaut.

## Wirtschaft und Infrastruktur
Handel und Dienstleistungen sind die wichtigsten Wirtschaftsfaktoren der Gemeinde.

### Bildung
Die Gemeinde verfügt über eine öffentliche Vor- und Grundschule mit 19 Schülerinnen und Schülern im Schuljahr 2018/2019.

### Verkehr
Die Route départementale 32 durchquert Liorac-sur-Louyre von Nordost nach Südwest und verbindet die Gemeinde im Nordosten mit der Nachbargemeinde Saint-Félix-de-Villadeix und im Südwesten mit Bergerac. Liorac-sur-Louyre ist ebenfalls erreichbar über Nebenstraßen, die von den Routes départementales 21 und 36 abzweigen.